# Алеман Вальдес, Мигель
Миге́ль Алема́н Вальде́с (исп. Miguel Alemán Valdés; 29 сентября 1900, Саюла-де-Алеман, Веракрус — 14 мая 1983, Мехико) — мексиканский политический деятель, президент Мексики (1 декабря 1946 — 30 ноября 1951 года), губернатор штата Веракрус (1 декабря 1936 — 6 апреля 1939).

## Биография
Мигель Алеман Вальдес родился 29 сентября 1900 года в городке Саюла, штат Веракрус. Его отец, владелец небольшого магазина, принимал активное участие в революции 1910—1917 годов, из-за чего его семейству зачастую приходилось переезжать. В 1917 году Алеман Вальдес был отдан в Национальный интернат Мехико, а в 1920 году поступил в подготовительную школу при университете. В 1928 году он окончил юридическую школу Мексиканского национального автономного университета и открыл собственную юридическую контору, специализирующуюся на разрешении трудовых споров.
С самого детства под впечатлением от Мексиканской революции Алеман Вальдес размышлял о проблеме социальной справедливости. Он неплохо был знаком с аграрными вопросами и проблемами мексиканского крестьянства. Поработав юрисконсультом министерства сельского хозяйства Мексики, в 1930 году стал членом Верховного суда Федерального округа. В 1934 году избран депутатом в сенат от штата Веракрус, а через два года — губернатором этого штата. На этом посту находился три года, после чего вернулся в сенат. В 1939—1940 годах Вальдес возглавлял президентскую кампанию Авилы Камачо, который после прихода к власти назначил его министром внутренних дел Мексики.
В 1946 году Мигель Вальдес был избран президентом страны, став первым со времён Франсиско Мадеро гражданским лицом на этом посту. Во время его правления были достигнуты заметные успехи в сельском хозяйстве, в сфере транспорта, в обрабатывающей промышленности, в электроэнергетике, в нефтяной промышленности. По окончании президентского срока Вальдеса сменил на посту Адольфо Руис Кортинес, кандидат от той же правительственной Институционно-революционной партии.
В 1960 году Вальдес получил дипломатический ранг полномочного посла и президента Мексиканского национального совета по туризму. Скончался 14 мая 1983 года в Мехико от инфаркта.